# Supremi apostolatus officio
Supremi apostolatus officio (O Supremo Ofício Apostólico), comumente referido como "Sobre a Devoção do Rosário", é a primeira de uma série de encíclicas do Papa Leão XIII sobre o Rosário. Foi publicada em 1 de setembro de 1883, incentivando a prática de veneração associada ao rosário.
Leão XIII ecoou as palavras da oração mariana mais antiga conhecida (conhecida na tradição latina como "Sub Tuum Praesidium "), quando escreveu: "Sempre foi o hábito dos católicos em perigo e em tempos difíceis fugir para se refugiar em Maria." Ele então dá uma breve história do rosário.
O santo que instituiu o Rosário foi São Domingos, que lutava contra a heresia dos albigenses:
"Nosso misericordioso Deus, como você sabe, levantou contra esses mais terríveis inimigos um homem santíssimo, o ilustre pai e fundador da Ordem Dominicana ... ele passou destemidamente a atacar os inimigos da Igreja Católica, não pela força das armas; mas confiando totalmente naquela devoção que foi o primeiro a instituir sob o nome do Santo Rosário."
Os albigenses eram uma "seita neo-maniqueísta que floresceu no sul da França nos séculos 12 e 13 [...] Os Albigenses afirmavam a coexistência de dois princípios mutuamente opostos, um bom e outro mau. O primeiro é o criador do espiritual, o último do mundo material. "
Leão XIII também afirmou que a oração do Rosário resultou em vitórias católicas sobre os inimigos em batalhas:
"[N]o século XVI, quando as vastas forças dos turcos ameaçaram impor a quase toda a Europa o jugo da superstição e da barbárie [...], a frota cristã obteve uma vitória magnífica, sem grande perda para si mesma, em que o inimigo foi derrotado com grande massacre.
[...] Da mesma forma, sucessos importantes foram conquistados no século passado sobre os turcos em Temeswar, na Panônia e em Corfu; e em ambos os casos esses compromissos coincidiam com as festas da Santíssima Virgem e com a conclusão das devoções públicas do Rosário. E isso levou nosso predecessor, Clemente XI, em sua gratidão, a decretar que a Santíssima Mãe de Deus fosse cada ano especialmente homenageada em seu Rosário por toda a Igreja."
Leão viu o Rosário como "uma arma espiritual eficaz contra os males que afligem a sociedade". "Não só exortamos fervorosamente todos os cristãos a se dedicarem à recitação da devoção piedosa do Rosário publicamente, ou em particular em sua própria casa e família, e isso incessantemente, mas também desejamos que todo o mês de outubro em deste ano deve ser consagrado à Santa Rainha do Rosário”.
Além disso, recomendou que de 1 de outubro a 2 de novembro, em todas as paróquias e, quando possível, em todas as capelas dedicadas à Santíssima Virgem: “sejam recitadas cinco dezenas do Rosário com o acréscimo da Ladainha de Loreto. Desejamos que o povo frequente esses exercícios piedosos; e Desejamos que ou a Missa seja celebrada no altar, ou que o Santíssimo Sacramento seja exposto à adoração dos fiéis, sendo depois concedida a Benção.” 